# Sobeque
Sobeque, Sobek (em egípcio: Sbk) ou Suco (em grego clássico: Σούχος; romaniz.: Soúchos; em latim: Suchus) é uma divindade do Antigo Egito, sendo representado como um crocodilo (colocado num altar ou santuário) ou então como um homem com cabeça de crocodilo, muitas vezes, neste caso, ostentando uma coroa com duas grandes plumas, o disco solar e uma ou mais ureus (serpentes sagradas).
Os seus principais centros de culto no Antigo Egito eram dois: Faium e Com Ombo. Faium, antes Xejete, ficou até conhecida como Crocodilópolis ("cidade do crocodilo", em grego, junto a Medina de Faium), junto ao lago com o mesmo nome a Oeste do Nilo, numa região onde aqueles répteis eram extremamente abundantes no Egito faraónico. Como o eram em Com Ombo e em todo o Alto Egito, surgindo vários santuários dedicados ao culto de Sobeque. Além daqueles dois centros principais, recordemos também Esna, Gebeleim e Jabal Silsila. Nestes templos existia anexamente, muitas vezes, um tanque com crocodilos sagrados, além de mumificações dos mesmos, como ainda hoje se pode ver em Com Ombo, por exemplo.
Sobeque estava ligado ao culto do rio Nilo, da divinização da água, tendo por isso clero e rituais próprios. O seu culto foi particularmente ativo e predominante nas XII e XIII dinastias, na transição do Império Médio para o Segundo Período Intermédio, por volta dos séculos XVIII e XVII a.C., com vários faraós com onomástica dedicada ao deus, como Sobecotepe III e IV (XIII dinastia, c. 1 795-c. 1 650 a.C.) ou Sobeque-neferu. Sobecotepe significa, curiosamente, em antigo egípcio, "Sobeque está satisfeito" ou Sobeque-Neferu, "É belo Sobeque".
Sobeque foi assimilado a Amom e a Ré (Sobeque-Rá) a partir do Império Médio, o que revela o seu culto crescente e importância no panteão egípcio e nos cultos mais relevantes na civilização egípcia coeva. Mesmo no período Ptolemaico (332-30 a.C.) se manteve a tradição do seu culto, assimilando-se Sobeque ao deus solar grego Hélios. De referir que foi durante esta época de dinastias helénicas no Egito que se fizeram vários templos dedicados a Sobeque, ou melhorados outros antigos, como sucedeu em Com Ombo, edificado no Império Novo mas renovado entre 221 e 205 a.C., por Ptolemeu IV Filopátor.
A Sobeque, do ponto vista religioso, prestava-se um culto associado aos seus poderes de fertilidade (por representar um animal da água, do Nilo, logo da criação do Egito e do mundo) e proteção da gravidez, embora também com relação com a morte e o enterramento, por ser um necrófago. A sua faceta negativa reportava-o, porém, a Sete, irmão traidor de Osíris e assassino deste. Acreditavam, alguns Egípcios que Sobeque, em forma de crocodilo, foi o devorador do coração de Osíris, ligando o deus réptil a uma ideia de terror e aniquilamento. Mas como o Sol que todos os dias saía da terra e se elevava no céu, também todos os dias o crocodilo saia da água, relatavam os egípcios, logo associando Sobeque ao deus primordial Ré, como ao ressuscitado Osíris.

## Homenagens
O nome genérico do dinossauro Sucomimo (lit. "imitação de crocodilo") deriva do nome grego antigo do deus (σοῦχος), e de μῖμος (mimos), "imitação", devido ao formato da cabeça do animal.